# Ralph Metzner
Ralph Metzner (18. května 1936 – 14. března 2019) byl americký psycholog a spisovatel. V šedesátých letech se spolu s Timothym Learym a Richardem Alpertem účastnil psychedelického výzkumu na Harvardově univerzitě. Později působil na Kalifornském institutu integrálních studií v San Franciscu. Rovněž je zakladatelem a prezidentem neziskové vzdělávací organizace Green Earth Foundation. Rovněž se věnoval hudbě, vydal album Bardo Blues (2005).

## Knihy
V češtiny vyšly knihy:
- ALPERT, Richard; LEARY, Timothy; METZNER, Ralph. Psychedelická zkušenost. [s.l.]: Rig-Veda, 1999. 76 s.
- METZNER, Ralph. Teonanácatl: Posvátná vizionářská houba. [s.l.]: Triton, 2011. 272 s. ISBN 978-80-7387-282-3.
- METZNER, Ralph; POBER, Luděk Louis. Zelená psychologie. [s.l.]: Triton, 2011. 264 s. ISBN 978-80-7387-445-2.
- METZNER, Ralph. Ayahuasca jako lék: zkušenosti a léčení. [s.l.]: Fontána, 2018. 328 s. ISBN 978-80-7336-931-6.